# Slivarsko
Slivarsko – wieś w Chorwacji, w żupanii varażdińskiej, w gminie Donja Voća. W 2011 roku liczyła 222 mieszkańców.